# Miles McKenna
Miles McKenna, né le 2 novembre 1995 est un vlogger, acteur et défenseur LGBTQIA+ américain. McKenna est un homme trans et fait partie des créateurs trans les plus connus de YouTube avec plus d'un million d'abonnés. Ses vidéos comprennent des sketchs comiques et incluent souvent des commentaires sur l'identité de genre et d'autres questions LGBTQ. À travers ses vidéos, McKenna a documenté son coming-out et sa transition, y compris les effets de thérapie hormonale masculinisante (en) de la mastectomie.

## Enfance et vlogging
Basée à Los Angeles, en Californie, McKenna grandit dans une famille religieuse stricte. Adolescent, il vit dans le comté d'Orange, en Californie et commence à créer des vidéos de style confessionnel sur YouTube en 2011. McKenna « détestait être vu comme une fille » et après que ses amis Ezra et Marshall Kelly l'aient décrit comme « un garçon piégé dans le corps d'une fille », McKenna s'est rendu compte qu'il faisait une crise d'identité. McKenna fait son coming-out en 2015.
Il documente le processus de sa transition à travers ses vlogs, relatant les difficultés rencontrées au sein de sa famille et les changements dans son apparence. Dans So I'm Trans, une vidéo de janvier 2017, McKenna fait un coming-out non binaire et annonce qu'il veut changer légalement son nom. Il démarre une thérapie hormonale masculinisante FtM et prend de la testostérone. Il  développe de l'acné kystique sur le visage et le corps, ce qui l'amène à prendre un traitement d'antibiotiques pendant deux mois et à modifier son régime alimentaire. Son acné s'améliore quand il arrête de prendre de la testostérone.
Par la suite, il subit une mastectomie et s'identifie comme un homme trans.

## Carrière
En tant que YouTuber, McKenna vlogue sous le pseudonyme de MilesChronicles et compte quelque 1,18 million d'abonnés. Durant les quatre premières années de sa présence sur YouTube, avant sa transition, sa chaine porte le nom d'AmandasChronicles. Il poste du contenu comique, des sketchs et des vidéos explicatives sur des sujets tels que l'identité de genre et la dysphorie de genre. Les abonnés de McKenna témoignent que ses vidéos leur permettaient de s'affirmer d'avantage dans leur identité de genre. McKenna compte également plus de 811 000 abonnés sur Instagram.
McKenna est en partenariat avec le réseau Fullscreen (en) et anime la série documentaire courte Hella Gay with Miles McKenna, qui présente des interviews d'hommes dans la rue. Il joue également un rôle dans la série dramatique interactive Guilty Party. En août 2017, McKenna signe avec la United Talent Agency. Il est en tête d'affiche de la tournée Love is Love 2017 aux côtés de Shannon Beveridge (en) et Rebecca Black. McKenna joue le personnage de Justin dans All Night (en), une websérie comique publiée en 2018 sur Hulu. Lors des 10e Shorty Awards (en), McKenna remporte le prix du meilleur compte LGBTQ+. Il est également présentateur des 11th Shorty Awards (en) en 2019.
En tant que personne trans, McKenna est fréquemment la cible de harcèlement. Dans une étude controversée de l'Université Brown sur la « dysphorie de genre à apparition rapide » en 2018, McKenna est cité comme faisant partie des influenceurs numériques accusés de glorifier le « mode de vie transgenre ». Lors de la VidCon 2019, McKenna fait partie d'un panel sur l'activisme et la sensibilisation LGBT. Au cours de la convention, la modératrice Stevie Wynne Levine donne le morinom de McKenna, et utilise les pronoms qu'il utilisait avant sa transition. Elle déclare par la suite qu’elle ne savait pas que c’était inapproprié. VidCon et les présentateurs du panel The Trevor Project lui présentent également leurs excuses. À la suite de l'annulation de VidCon 2020 en raison de la pandémie de COVID-19, McKenna accepte de participer à un panel virtuel avec Elle Mills (en) pour VidCon Now.
En mai 2020, McKenna publie son livre sur le coming-out, Out! : How To Be Your Authentic Self, qui est diffusé lors de la Journée internationale du coming-out, le 6 octobre 2020. L'avant-propos est écrit par son collègue YouTuber Tyler Oakley. Une partie des bénéfices du livre va à GLSEN (en).

## Filmographie
Sauf indication contraire, les informations mentionnées dans cette section peuvent être confirmées par la base de données cinématographiques IMDb,  présente dans la section « Liens externes ».
| Année        | Titre                        | Rôle                     | Remarques               |
| ------------ | ---------------------------- | ------------------------ | ----------------------- |
| 2017         | Hella Gay Avec Miles Mckenna | Lui-même, producteur     | Série TV                |
| 2017-18      | Guilty Party                 | Alex(S1)/Dan Rolland(S2) | Série AT&T              |
| 2018         | Good Girls Get High (en)     | Pizza Ken                | Film                    |
| 2018         | All Night (en)               | Justin                   | Série Hulu              |
| 2020         | Nocturne                     | Alexis                   | Amazon Prime Original   |
| 2023-présent | Chair de poule               | James                    | Série télévisée Disney+ |